# Louis François Lélut
Louis François Lélut (1804-1877), fue un médico y escritor francés autor de numerosas obras sobre medicina y psicología. 

## Su obra
Sus principales obras son:
- Qu'est-ce que la Phrénologie!
- Du démon de Socrate: specimen d'une application de la science psychologique à celle de l'histoire - París, 1836.
- Inductions la valeur de altérations de l'Encéphale - París, 1836
- De l'organe phrénologique de la destruction chez les animaux - París, 1838.
- Rejet de l'organologie phrénologique - París, 1843.
- De la Santé du Peuple, petit traité - París, 1849.
- De l'Egalité, petit traité - París, 1839.
- Mémoire sur le Sommeil, les Songes et le Somnambulisme - París, 1852.
- Mémoire sur la Déportation, suivi de considérations sur l'emprisonnement cellulaire - París, 1853.
- Lettre sur l'emprisonnement cellulaire ou individuel - Paris, 1855.
- L'amulette de Pascal: Pour Servir À l'histoire des Hallucinations[2]
- Physiologie De La Pensée: Recherche Critique Des Rapports Du Corps À L'esprit[3]
- Petits Traites Publies Par L'Academie Des Sciences Morales Et Politiques: De La Sante Du Peuple - París, 1849[4]

Todas sus obras originales están en dominio público y algunas pueden consultarse en línea o descargarse desde Google Books o Internet Archive.